# Three (Nuova Zelanda)
Three è una rete televisiva neozelandese, proprietà della Warner Bros. Discovery New Zealand.